# 玉兔二号月球车
玉兔二号月球车是中国空间技术研究院设计制造的一辆月球车（月表巡视器），搭载于嫦娥四号月球探测器。嫦娥四号于2018年12月8日凌晨2时23分34秒366毫秒从西昌卫星发射中心由长征三号乙改进Ⅲ型运载火箭发射，于2019年1月3日10时26分成功软着陆于月球背面南极-艾特肯盆地冯·卡门撞击坑。1月3日22时22分，玉兔二号月球车从嫦娥四号着陆器完成分离，成功踏上月面，成为第一辆踏上月球背面的月球车。玉兔二号月球车已在月背行驶6年3个月又21天，截至2024年9月行驶距离1613米，工况正常，是在月面工作时间最长的月球车。

## 名称
2018年8月15日，由中国国家航天局探月与航天工程中心联合相关单位组织的探月工程嫦娥四号任务月球车全球征名活动启动仪式于北京正式启动。在随后的22天内，共收到提交名称42945个，去除重复提名后共14847个。经由航天科技方面专家、高校语言文化名人和国家主流媒体总编组成的23人评审委员会筛选后推荐了153个名称进入初审，选出“逐梦、光明、玉兔二号、探索、征途、精灵、无畏、望舒、行者、金兔”共10个名称，再于9月进行网络投票，共收到44万余票。在公众投票与专家评委投票加权计算后，“玉兔二号”以高分入选，月球车于2019年1月3日正式命名为“玉兔二号”。
与玉兔号月球车一样，玉兔二号月球车名称中的“玉兔”来源于中国神话中在月球上陪伴嫦娥的兔子的名字。

## 历史

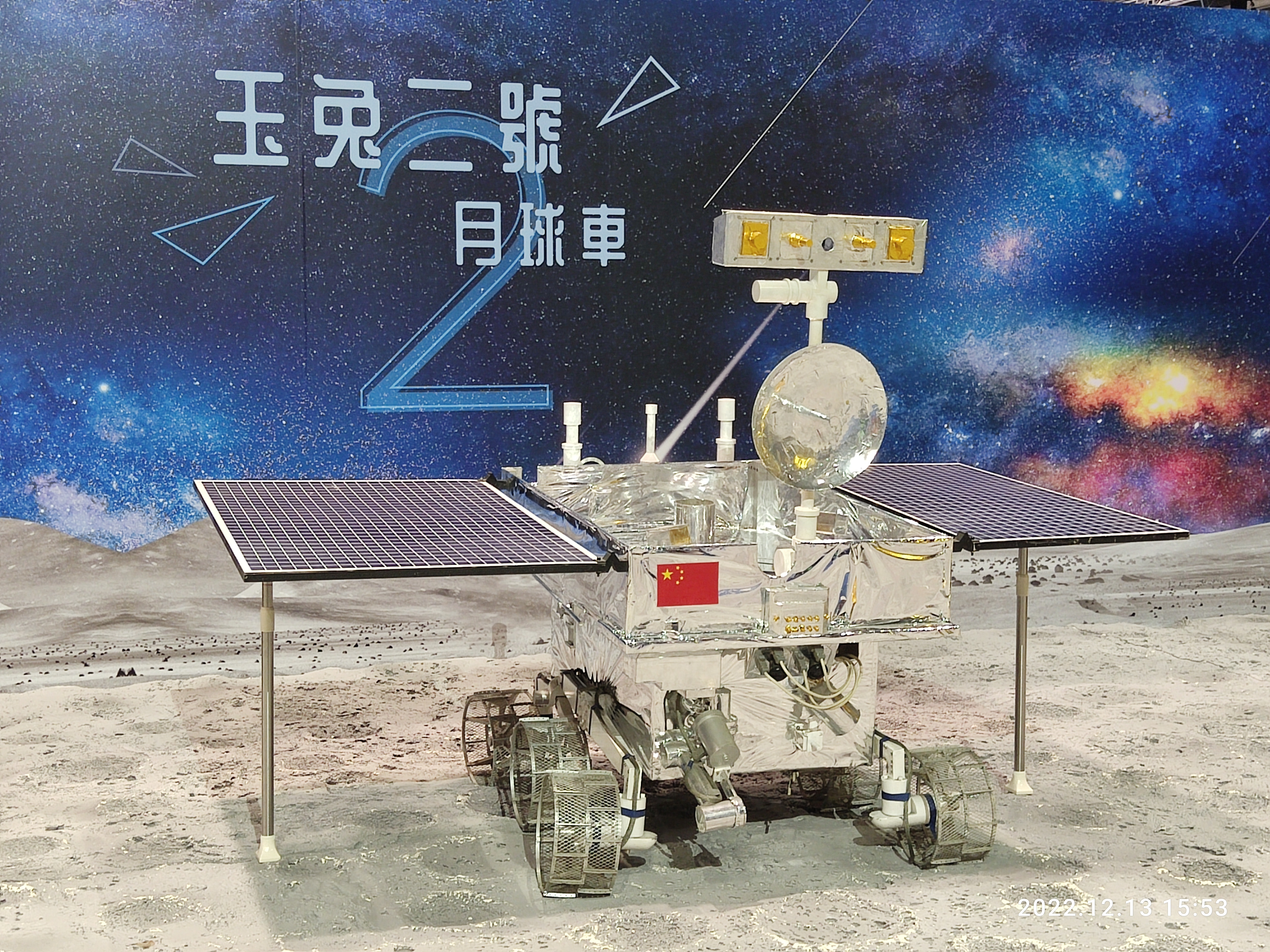
玉兔二号月球车模型

### 研发
2015年12月，国家国防科技工业局召开探月工程重大专项领导小组第十四次会议，组织审议嫦娥四号任务实施方案调整与后期总体研制计划，并于2016年1月审议通过，确认嫦娥四号将携带月球车于月球背面软着陆。2018年8月15日，在探月工程嫦娥四号任务月球车全球征名活动启动仪式上首次公布月球车外观设计。

### 发射与着陆

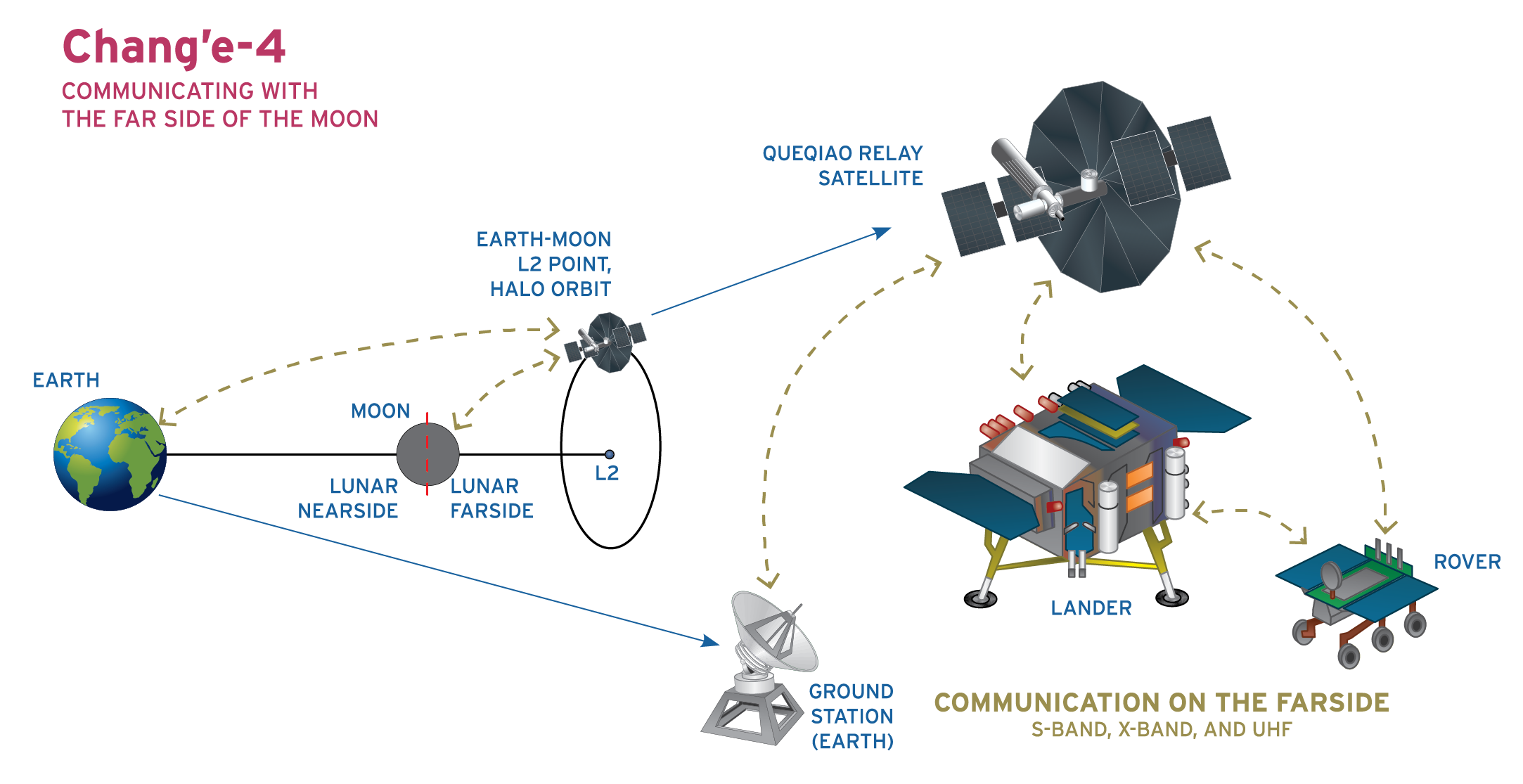
鹊桥号中继卫星是一颗服务嫦娥四号的地月间通讯中继卫星。

2018年5月21日5时28分，承担嫦娥四号与月球车和地球进行中继通讯任务的鹊桥号中继卫星搭载长征四号丙运载火箭于西昌卫星发射中心发射，并于6月14日到达环绕地月拉格朗日L2点的的晕轮轨道（Halo轨道）。
2018年12月8日2时23分，嫦娥四号探测器与月球车搭载长征三号乙改进Ⅲ型运载火箭于西昌卫星发射中心发射。
2019年1月3日10时26分，嫦娥四号探测器成功着陆于月球背面冯·卡门撞击坑。15时07分，北京航天飞控中心通过鹊桥号中继星向嫦娥四号发出着陆器与巡视器分离指令，在解锁分离后月球车于22时22分驶上月球表面，留下人类探测器在月背的第一道印迹。
1月4日17时，月球车与中继星完成独立数传链路，按计划行走至A点，并成功开机测月雷达与全景相机，然后进行了月昼高温下的第一次“午休”，只保留部分分系统工作，移动等分系统则停止工作。1月10日，玉兔二号结束“午休”被成功唤醒。
2019年1月11日，玉兔二号月球车与嫦娥四号着陆器在鹊桥号中继星支持下顺利完成互拍，嫦娥四号任务圆满完成。玉兔二号月球车随后继续开展就位探测和月面巡视探测。

## 月面探测任务

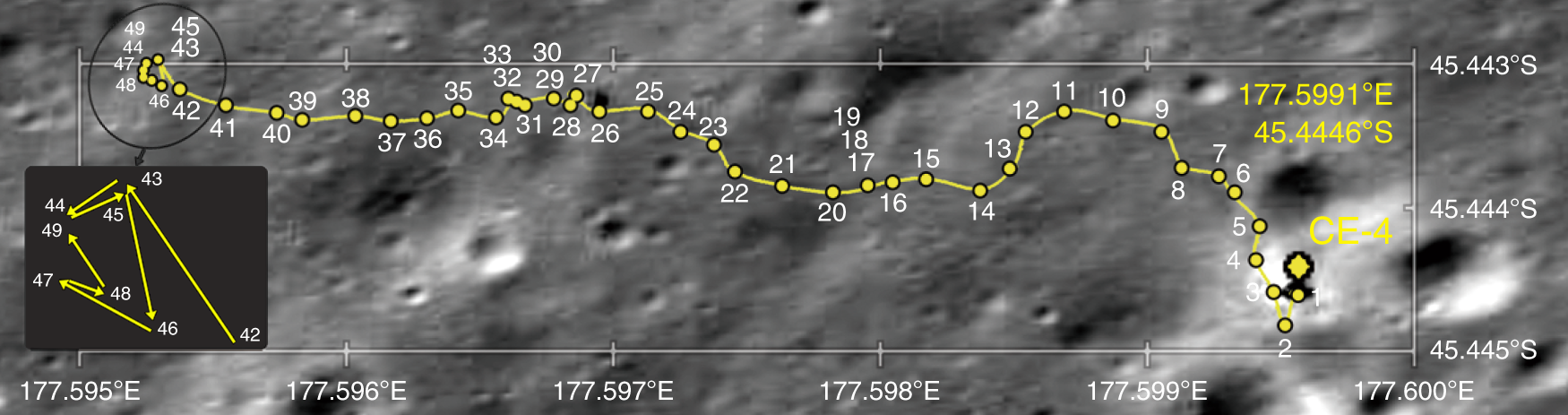
前九个月昼的路径

玉兔二号月球车携带有全景相机、探月雷达、红外成像光谱仪和与瑞典合作的中性原子探测仪等设备。设计团队在电缆设计与材料应用等技术上均有改进，而且可以爬20度坡，跨越200毫米的障碍，确保科学探测任务的圆满完成。设计团队还定义了感知、移动、探测、充电、安全、月昼转月夜、休眠、月夜转月昼七种工作模式，以应对不同工作环境、适应不同工作状态的要求。
2019年1月中旬，行驶了约44米的玉兔二号迎来了在月球表面的首个月夜，于1月13日开始休眠。在休眠前，玉兔二号停在了一个向阳坡上，车头面向南方偏东，并抬起了3度左右，方便在下一个月昼里第一时间接受阳光照射。1月29日20时许，玉兔二号在经历极低温环境考验后成功完成自主唤醒，安全度过了第一个月夜。
在2021年11月的第三十六月昼期间，玉兔二号月球车拍摄传回的照片中出现了一个位于远处的方形物体，被称为“神秘小屋”，引发了外界的各种猜想。随着玉兔二号往该方向的持续移动，“神秘小屋”最终被证明是一块尺寸较小但形状特殊的石头。
| 工作周期     | 开始时间             | 结束时间             | 累计行驶距离 | 工作任务 |
| ------------ | -------------------- | -------------------- | ------------ | --- |
| 第一月昼     | 2019年1月3日 22:22   | 2019年1月4日         |              | 与中继星成功建立独立数传链路，完成了环境感知、路径规划，按计划在月面行走到达A点，开展科学探测 |
| 第一月昼     | 2019年1月10日        | 2019年1月11日        |              | 与嫦娥四号着陆器互拍，继续月面巡视探测 |
| 第二月昼     | 2019年1月29日 20时许 | 2019年2月11日 20时许 | 约120米      | 行驶距离已经超过玉兔号月球车 |
| 第三月昼     | 2019年2月28日 10:51  | 2019年3月13日        | 163米        | 已经达到设计寿命 |
| 第四月昼     | 2019年3月29日 20:28  | 2019年4月            | 178.9米      | |
| 第五月昼     | 2019年4月28日 13:45  | 2019年5月11日 11:05  | 190.66米     | 按计划实施了巡视器红外光谱仪、全景相机、中性原子探测仪、测月雷达等有效载荷的开机探测工作 |
| 第六月昼     | 2019年5月28日        | 2019年6月9日 23:40   | 212.99米     | 对目标点及移动车辙的科学探测，感知周围的环境和地形 |
| 第七月昼     | 2019年6月26日        | 2019年7月9日 09:10   |              | 按既定路线继续移动，并在多个探测点进行相关探测工作，红外光谱仪、全景相机、中性原子探测仪、测月雷达获得了大量科学探测数据 |
| 第八月昼     | 2019年7月26日 03:59  | 2019年8月7日 17:50   | 271米        | 按既定路线继续移动，完成对目标点的科学探测任务，红外光谱仪、全景相机、中性原子探测仪、测月雷达获取了大量科学探测数据 |
| 第九月昼     | 2019年8月24日 08:42  | 2019年9月6日 04:12   | 284.661米    | 对多个探测点开展了定点探测工作，在月球背面的撞击坑中发现了不明胶状物质 |
| 第十月昼     | 2019年9月22日 20:30  | 2019年10月5日 15:43  | 289.769米    | 按计划组织实施了巡视器红外光谱仪、全景相机、中性原子探测仪、测月雷达等有效载荷的开机探测工作 |
| 第十一月昼   | 2019年10月22日 11:45 | 2019年11月4日 05:16  | 318.621米    | 对多个探测点开展巡视探测，目前位于着陆器西北方向218.11米 |
| 第十二月昼   | 2019年11月21日 00:51 | 2019年12月3日 21:42  | 345.059米    | 继续月球漫步，在多个探测点进行相关探测工作，红外光谱仪、全景相机、中性原子探测仪、测月雷达按计划开机工作 |
| 第十三月昼   | 2019年12月20日 18:43 | 2020年1月2日 20:30   | 357.695米    | 在第十二月夜休眠期间打破月球车1号月球车月面最长工作时间记录 继续月球漫步 |
| 第十四月昼   | 2020年1月19日 17:55  | 2020年2月1日 04:43   | 367.25米     | 玉兔二号受光照成功自主唤醒，进入第十四月昼。 |
| 第十五月昼   | 2020年2月17日 17:55  | 2020年3月1日 20:06   | 399.788米    | 嫦娥四号科研团队根据已获取的科学数据，取得了最新研究成果，首次揭示了月球背面着陆区域地下40米深度内的地质分层结构，并阐述了其作用与演化机制。后续科学成果将及时发布。                                                                      |
| 第十六月昼   | 2020年3月18日 23:38  | 2020年3月31日 08:25  | 424.455米    | |
| 第十七月昼   | 2020年4月16日 20:57  | 2020年4月29日 20:36  | 447.68米     | 月球车继续向着陆点西北方向行驶，在多个探测点开展巡视探测工作，全景相机在接近月午时开展环拍探测，红外成像光谱仪进行红外定标和科学探测，行驶过程中测月雷达实施同步探测，获得了大量第一手科学探测数据。                                      |
| 第十八月昼   | 2020年5月16日 11:53  | 2020年5月29日 07:15  | 447.68米     | “玉兔二号”配合天问一号火星探测任务地面深空测控站的适应性改造，“玉兔二号”搭载的科学载荷并未开机，原地待命。嫦娥四号着陆器上仅有月表中子与辐射剂量探测仪开机进行了常规探测，在本月昼没有移动。                                              |
| 第十九月昼   | 2020年6月15日 0:54   | 2020年6月27日 16:23  | 463.26米     | 月球车按照既定计划，对第十七月昼期间发现的距离月球车西南方向3米区域的小坑开展探测。在合适的光照强度下，红外成像光谱仪先后两次对小坑内的物质进行探测。完成探测任务后，“玉兔二号”月球车转向西北方向寻找休眠点，并在行驶路径中开展巡视探测。 |
| 第二十月昼   | 2020年7月14日 12:53  | 2020年7月27日 0:34   | 490.9米      | |
| 第二十一月昼 | 2020年8月12日 8:34   | 2020年8月25日 10:46  | 519.29米     | |
| 第二十二月昼 | 2020年9月11日 11:54  | 2020年9月23日 23:18  | 547.17米     | 向玄武岩或反射率较高的撞击坑区域行驶，对两处撞击坑开展科学探测。 |
| 第二十三月昼 | 2020年10月10日 18:57 | 2020年10月23日 12:40 | 565.9米      | |
| 第二十四月昼 | 2020年11月9日 10:17  | 2020年11月22日 3:10  | 586.9米      | |
| 第二十五月昼 |                      | 2020年12月21日 19:22 | 600.55米     | 截至进入月夜休眠，嫦娥四号着陆器和“玉兔二号”月球车已在月面工作719天，月球车累计行驶600.55米。 |
| 第二十六月昼 | 2021年1月7日 10:29   | 2021年1月20日 14:06  | 628.47米     | |
| 第二十七月昼 | 2021年2月6日 4:26    | 2021年2月19日 1:48   | 652.62米     | |
| 第二十八月昼 | 2021年3月8日         | 2021年3月20日 17:09  | 682.77米     | [ 91 ] |
| 第二十九月昼 | 2021年4月6日3:45     | 2021年4月19日        | 708.9米      | 全景相机将开展环拍探测；红外成像光谱仪开展定标与科学探测；中性原子探测仪开展科学探测；行驶过程中测月雷达将对路径区域开展同步探测。 |
| 第三十月昼   |                      | 2021年5月19日0:30    | 708.9米      | |
| 第三十一月昼 |                      | 2021年6月            | 738.6米      | |
| 第三十二月昼 |                      | 2021年7月            | 772米        | |
| 第三十三月昼 |                      | 2021年8月            | 799米        | |
| 第三十四月昼 |                      | 2021年9月            | 839.37米     | |
| 第三十五月昼 |                      | 2021年10月           |              | 改向东北方向绕行 |
| 第三十七月昼 |                      | 2021年12月           | 965.8米      | |
| 第四十四月昼 |                      | 2022年7月5日19时14分 | 1239.88米    | [ 101 ] |
| 第五十一月昼 | 2023年1月15日        |                      | 近1500米     | [ 102 ] |